# Richard Thomas (Datenschützer)
Richard Thomas (* 1949) ist ein britischer Datenschutzexperte.
Thomas wurde am 30. November 2002 zum Information Commissioner ernannt und war vom 2. Dezember 2002 bis 2009 im Amt. Er war der Regierung gegenüber unabhängig und unterrichtete direkt das Parlament. Die von ihm in dieser Zeit geleitete Aufsichtsbehörde ist zuständig für den Data Protection Act 1998, den Freedom of Information Act 2000 sowie die Environmental Regulations 2004.
Thomas war Vertreter des Vereinigten Königreichs in der Artikel-29-Datenschutzgruppe.